# Barajas de Melo
Barajas de Melo – gmina w Hiszpanii, w prowincji Cuenca, w Kastylii-La Mancha, o powierzchni 136,81 km². W 2011 roku gmina liczyła 1070 mieszkańców.